# Femmes condamnées et déportées en Australie
Les femmes condamnées déportées en Australie étaient des prisonnières britanniques que le gouvernement envoyait à l'époque de la déportation (1787-1868) afin de développer l'avant-poste pénitentiaire de Nouvelle-Galles du Sud (aujourd'hui un État d'Australie) en une colonie viable.
Les femmes étaient employées dans des « usines » (équivalent des hospices anglais), mais devaient souvent trouver leur propre logement et étaient soumises à une forte pression pour le payer en services sexuels. Pour cette raison, elles étaient considérées comme des prostituées. Des rumeurs ont été répandues selon laquelle elles avaient été initialement condamnés pour prostitution, mais il ne s’agissait pas d’un délit pouvant occasionner une déportation.

## Contexte
En raison de l'industrialisation et de la croissance des bidonvilles, ainsi que du chômage, la Grande-Bretagne connaît un taux de criminalité élevé vers 1780. Les prisons étaient surpeuplées ; aucune mesure n’était prise pour séparer les prisonniers en fonction de leur délit, de leur âge ou de leur sexe.
En réponse, le gouvernement britannique a commencé à infliger des peines sévères telles que la pendaison publique ou l'exil. Au cours des XVIIIe et XIXe siècles, de nombreux prisonniers furent transportés en Australie pour y purger leur peine, dont un pourcentage relativement faible étaient des femmes (entre 1788 et 1852, les hommes condamnés étaient six fois plus nombreux que les femmes condamnées). Le système de transport vers l'Australie était basé sur la déportation permanente des condamnés de Grande-Bretagne car même après avoir purgé leur peine, il n'existait aucune loi britannique pour faciliter leur retour dans l'Empire britannique. Les femmes détenues ont des profils très diversifiés : petites filles, femmes âgées, mais la majorité avaient entre vingt et trente ans. Le gouvernement britannique a demandé que davantage de femmes en âge de se marier soient envoyées en Australie afin de promouvoir le développement familial des détenus émancipés et des colons libres, ce qui a abouti à punir plus sévèrement les crimes commis par des femmes en Angleterre pour disposer d'un contingent de femmes utilisées surtout comme objet de gratification sexuel (très peu de femmes déportées se sont in fine mariées).
Malgré la croyance selon laquelle les femmes détenues pendant la période de déportation étaient toutes des prostituées, aucune femme n'a été déportée pour cette infraction. La majorité des femmes envoyées en Australie ont été condamnées pour ce qui serait aujourd’hui considéré comme des délits mineurs (comme des vols mineurs), la plupart n’ont pas été condamnées à des peines de plus de sept ans. De nombreuses femmes ont été contraintes de se prostituer dès le transport sur les navires et en Australie pour survivre, car elles étaient souvent obligées de se loger ou d’acheter elles-mêmes des vêtements et de la literie,.

## Population carcérale de la Nouvelle-Galles du Sud pendant la période
| Année | Hommes | Femmes | Total  |
| ----- | ------ | ------ | ------ |
| 1788  | 529    | 188    | 717    |
| 1790  | 297    | 70     | 367    |
| 1800  | 1 230  | 328    | 1 558  |
| 1805  | 1 561  | 516    | 2 077  |
| 1819  | 8 920  | 1 066  | 9 986  |
| 1828  | 16 442 | 1 544  | 17 986 |
| 1836  | 25 254 | 2 577  | 27 831 |
| 1841  | 23 844 | 3 133  | 26 977 |

## Voyage

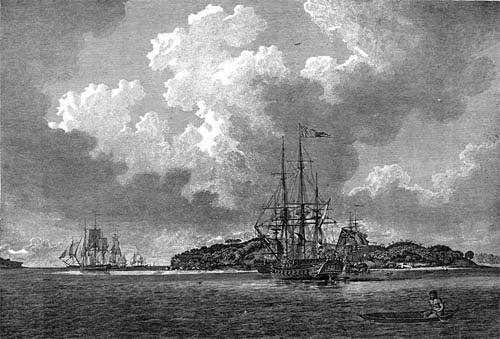
Gravure de Botany Bay à la fin du voyage en 1788, tiré de l'ouvrage The Voyage of Governor Phillip to Botany Bay. Le Sirius au premier plan ; un navire transportant les déportés sur la gauche.

La First Fleet fut la première flottille de navires à transporter des condamnés en Australie. Elle partit en 1787. Les navires ont continué à transporter des condamnés vers l'Australie occidentale jusqu'en 1868. Au tout début, les navires arrivaient à des moments incohérents et le taux de mortalité sur ces navires est resté élevé ; dans la Second Fleet, 267 prisonniers sur 1 006 moururent en mer. Cependant, au plus fort des transports, le taux de mortalité était d'un peu plus d'un pour cent.
Ralph Clark (en), un officier à bord du Friendship (en) de la Première Flotte, a tenu un journal de son voyage en Australie. Dans son journal, il décrit les femmes à bord comme des « filles abandonnées », soulignant leurs divergences avec les vertus supposées de sa femme en Angleterre. Après que plusieurs hommes condamnés aient été arrêtés à l'endroit où les femmes étaient enfermées, Clark a écrit : « J'espère que cela leur servira d'avertissement pour ne pas venir dans le camp des prostituées — je l'appellerais du nom de Sodem [sic] car il y a plus de péchés commis là-dedans que dans toute autre partie du monde. ».
La British Ladies Society d'Elizabeth Fry s'occupait des femmes détenues. Elle avait un sous-comité sur les navires transportant des condamnées qui a persuadé le conseil d'administration de la Marine de financer des « cadeaux » pour les détenues. Ces articles comprenaient des couteaux, des fourchettes, des tabliers et du matériel de couture. Au cours des 25 années d'implication de Fry, 12 000 femmes ont été transportées sur 106 navires. La stratégie de la British Ladies Society était de visiter chaque navire la nuit précédant son départ pour calmer les femmes. William Evans, le chirurgien du navire Lady of The Lake, a souligné la valeur inestimable de la Ladies Society et a salué le travail de Pryor et de Lydia Irving (en).

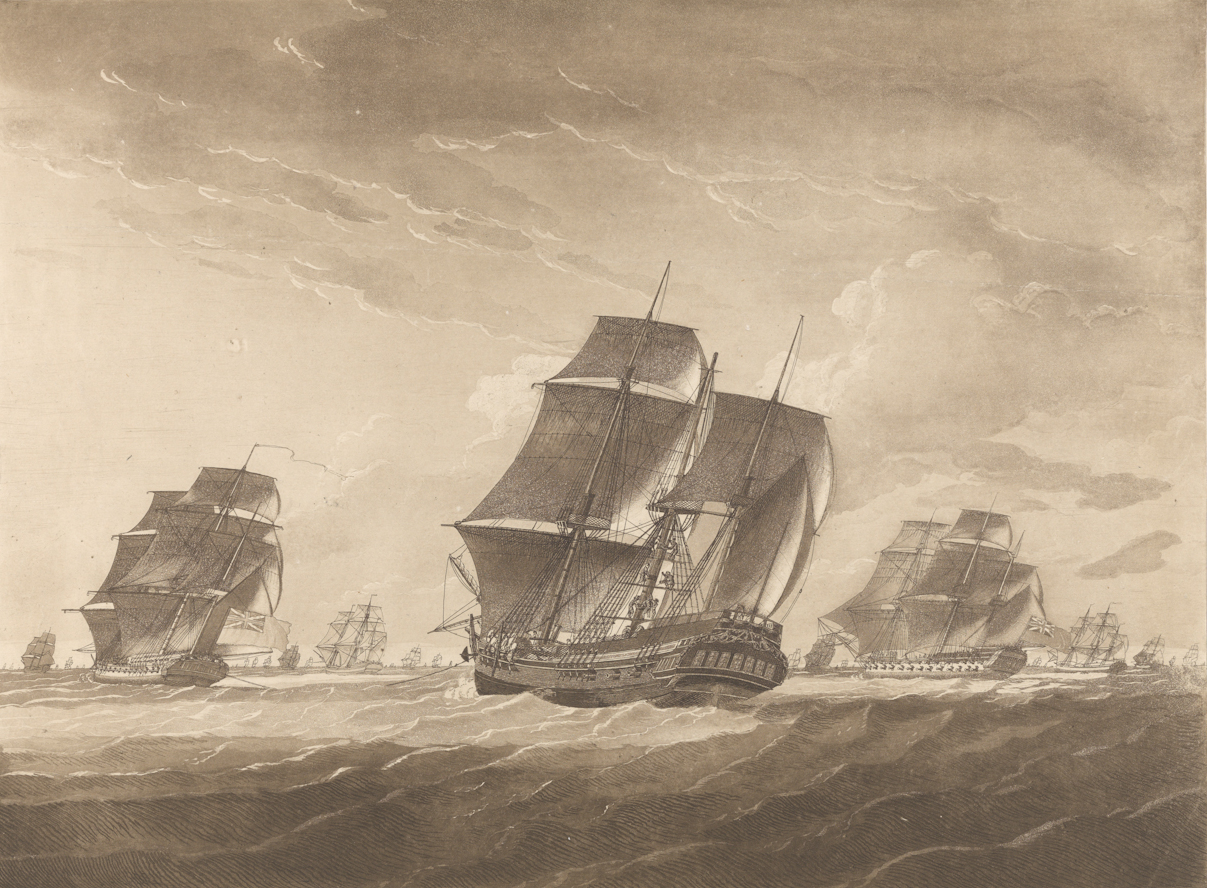
Lady Juliana

Certains marins ont développé des relations sexuelles et affectives avec les femmes au cours du voyage. Les femmes utilisaient le sexe pour améliorer leurs conditions de vie. Sur le Lady Juliana, un navire de la deuxième flotte, les femmes détenues ont commencé à se mettre en couple avec les marins. John Nicol, un intendant écossais, se souvient : « Chaque homme à bord prenait une femme parmi les condamnées, qu'ils ne détestent pas ». Ces relations n'étaient pas toujours équilibrées. Nicol promet d'épouser et de ramener en Angleterre sa « femme », détenue, Sarah Whitlam, après sa libération, mais ne le fait pas.

## Les usines de femmes

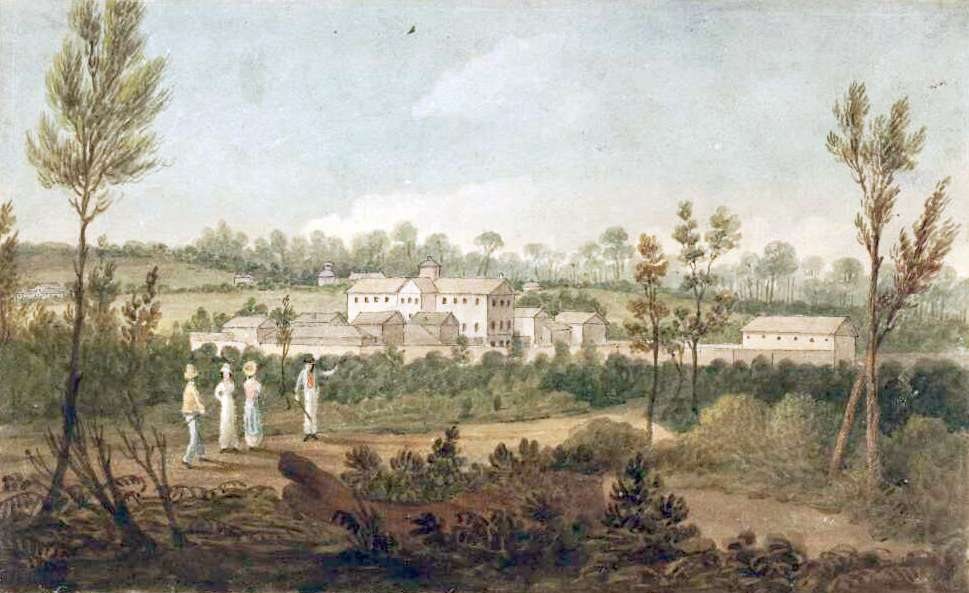
Parramatta female factory, peinte par Augustus Earle, vers 1826.

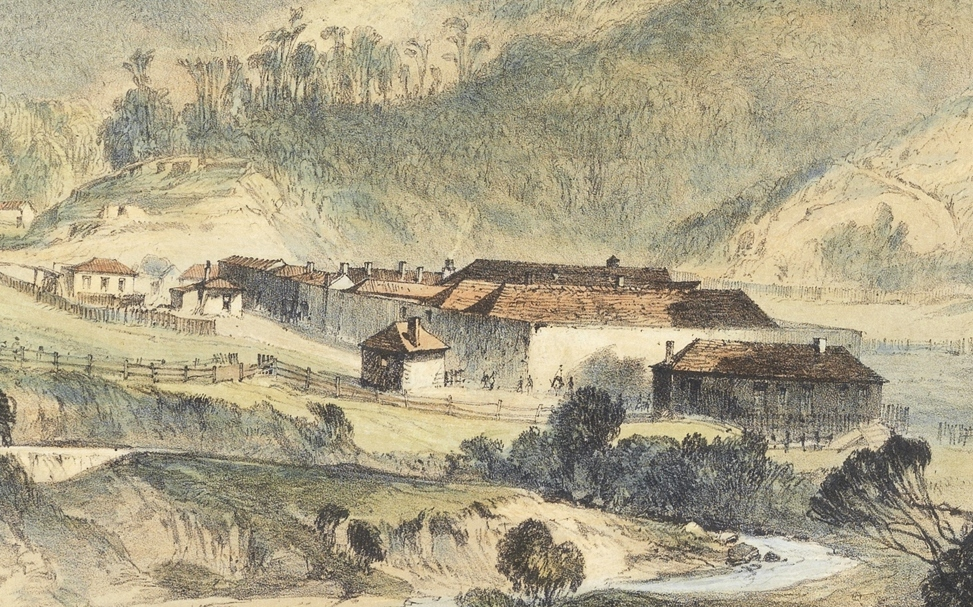
Détail d'une lithographie de montrant la Cascades Female Factory 1844.

### Environnement de travail
À partir de 1829, les usines pour femmes ont été créées sous la forme d'un réseau informel de prisons pour femmes qui a existé jusqu'à la fin du transport britannique de bagnards vers la Terre de Van Diemen en 1855.1855.
On les appelait usines parce que les femmes étaient censées travailler et parce que les structures employaient également des femmes libres. Le travail à la tâche a été instauré dans les usines féminines en 1849, exigeant des ouvrières qu'elles effectuent des tâches ménagères, des travaux d'aiguille et de lessive. Si un travail supplémentaire était effectué, la peine des condamnées pourrait être raccourcie. Les hommes condamnés travaillaient eux principalement à la construction de routes, de ponts, de bâtiments et d'infrastructures côtières. Les punitions pour mauvaise conduite dans les usines étaient souvent humiliantes, l'une des plus courantes étant de raser la tête des femmes,.

#### Usine de femmes de Parramatta
Dans la Parramatta female factory, les détenues ne disposaient ni de matelas ni de couvertures pour dormir et les conditions sociales à l'intérieur étaient indécentes.
L'usine de femmes de Parramatta a été la première construite en Australie et était située à Parramatta, en Nouvelle-Galles du Sud. L'usine ne pouvait accueillir qu'un tiers des prisonnières ; les autres devaient trouver un logement auprès des colons locaux, moyennant une certaine somme (généralement environ quatre shillings par semaine). De nombreuses femmes ne pouvaient payer qu’en offrant des services sexuels. Leurs clients étaient généralement des hommes détenus qui allaient et venaient de l’usine à leur guise.

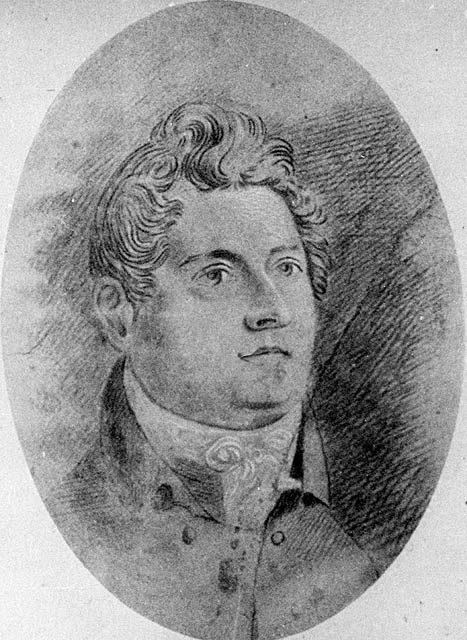
Francis Greenway, ancien détenu et architecte.

En 1819, Lachlan Macquarie demanda à l'ancien détenu Francis Greenway de créer un nouveau design pour l'usine. Cette réforme a divisé les détenues en trois classes : la classe « générale », « méritante » et « criminelle ». Les femmes de la classe « criminelle » avaient les cheveux coupés en signe de disgrâce et étaient incorrigibles. La « classe du mérite » ou première classe comprenait les femmes qui s'étaient bien comportées pendant au moins six mois et les femmes qui étaient récemment arrivées d'Angleterre. Ces femmes étaient éligibles au mariage et à l’affectation. La deuxième classe, dite « générale », était composée de femmes condamnées pour des délits mineurs et pouvant être transférées dans la première classe après une période de probation. Cette classe était composée de nombreuses femmes qui étaient tombées enceintes pendant leur affectation. L'usine de Parramatta était une source d'épouses pour les colons et les condamnés émancipés. Avec un permis écrit du révérend Samuel Marsden et une note écrite à la matrone, un célibataire pouvait choisir une « fille d'usine » consentante.

#### Usine de femmes Ross

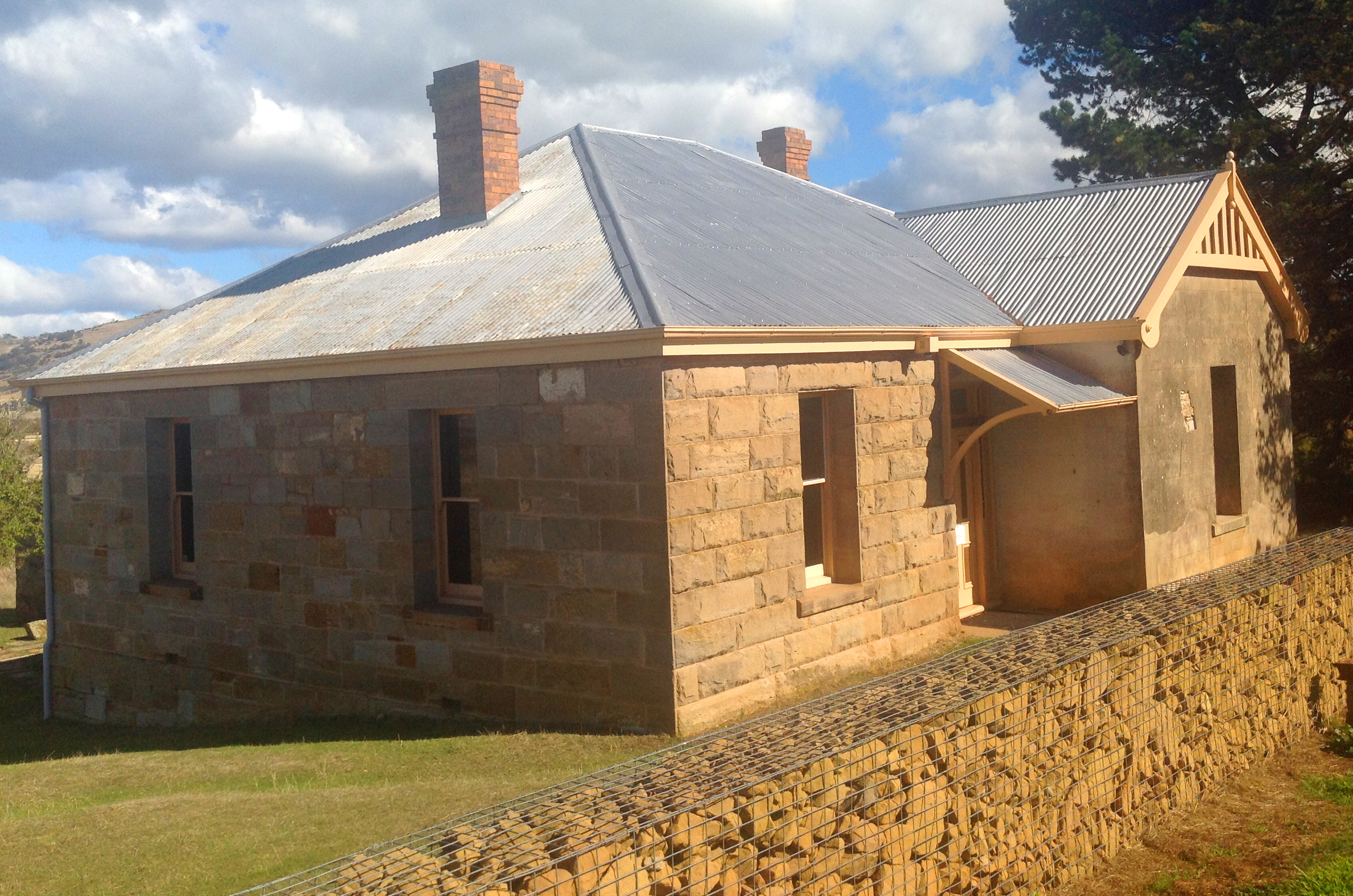
Usine de femmes de Ross : le cottage du surveillant, le seul bâtiment restant

Une autre usine, la Ross Female Factory était située sur l'île coloniale britannique de Tasmanie. Les femmes condamnées apprenaient à coudre, à nettoyer, à cuisiner et à faire la lessive. Il existe des preuves archéologiques de l’existence d’une économie de troc entre détenues et gardiens. Une superficie totale de 105 m2 a été fouillée à Ross Factory entre 1995 et 1999. Les vestiges archéologiques indiquent que les détenues échangeaient tour à tour des boutons contre du tabac, de l'alcool et des activités sexuelles. Plusieurs témoignages de femmes détenues devant les tribunaux fournissent également des preuves d'activités homosexuelles entre détenues en échange de biens de troc. Un grand nombre et une grande diversité de boutons ont été retrouvés à l'intérieur des cellules des femmes, ainsi que des pipes à tabac et des récipients en verre contenant de l'alcool. Le marché noir était une forme de résistance secrète des détenues. Les formes de résistance les plus manifestes incluaient l’incendie criminel et le vandalisme à l’intérieur de leurs cellules. Des fouilles archéologiques ont révélé que le sol d'une cellule d'isolement de l'usine Ross était composé de près de 60 % de charbon de bois, ce qui prouve qu'un incendie s'est déclaré à l'intérieur. Les punitions courantes pour les femmes prises en flagrant délit de résistance en prison étaient l'isolement cellulaire, le collier en fer et l'humiliation en public.

## Famille et mariage
Le mariage entre détenus hommes et femmes et la création d'une famille étaient encouragés en raison de l'objectif de colonisation du territoire par le gouvernement. L’objectif du gouvernement britannique était d’établir une colonie en Australie plutôt que d’en faire une simple destination pénitentiaire. Cela a obligé le gouvernement à envoyer davantage de femmes en Australie afin d’établir définitivement une population de colons. À l'arrivée des navires « féminins », les colons se précipitaient vers le quai pour négocier l'embauche d'une domestique. Les officiers de haut rang avaient le premier choix. Certaines femmes étaient prises comme maîtresses, d’autres comme servantes. Il n'y avait aucun lien juridique pour ces affectations, donc un colon pouvait renvoyer une femme détenue en toute liberté. Lorsque cela se produisait, cela créait une classe de femmes qui recouraient souvent à la prostitution pour se nourrir et se loger correctement,.
Les détenus de sexe masculin avaient la possibilité de choisir une épouse dans les usines à femmes grâce à un système appelé « cour de condamnés ». Les détenus venaient dans les usines pour femmes pour inspecter les femmes, qui devaient faire la queue pour l'occasion. Si le détenu voyait une femme qui lui plaisait, il faisait un geste dans sa direction pour lui signaler qu'il voulait la choisir. La plupart des femmes ont accepté l’offre. Ce processus a souvent été décrit comme similaire à celui dans lequel les esclaves étaient sélectionnés.
Le révérend Samuel Marsden a classé les femmes condamnées en deux catégories : celles qui sont mariées et celles qui sont prostituées. Si une femme entretenait une relation hors mariage, Marsden considérait cela comme de la prostitution. De nombreux couples vivaient et cohabitaient ensemble de manière monogame sans être officiellement mariés, et pourtant ces femmes étaient enregistrées comme étant des prostituées. Les femmes étaient traumatisées par leur condamnation et ne pouvaient pas racheter leur statut car il différait grandement de l’idéal britannique d’une femme vertueuse, polie et mère de famille.

## Liste de femmes détenues notoires
- Esther Abrahams (en)
- Charlotte Badger
- Ruth Bowyer (en)
- Mary Bryant (en)
- Margaret Catchpole (en)
- Margaret Dawson (en)
- Ann Dinham (en)
- Mary Hyde (en)
- Maria Lord (en)
- Molly Morgan (en)
- Mary Reibey (en)
- Hannah Rigby (en)
- Elizabeth Steel (en)
- Mary Wade
- Frances Williams (en)[18]

## Héritage
Mary Reibey figure au revers des billets australiens de vingt dollars (en) depuis 1994.
Mary Bryant, un film britanno-australien basé sur la vie de Mary Bryant, est sorti en 2005.